# 蛇鰍科
蛇鳅科（Serpenticobitidae）是鲤形目下的一科。

## 分类
蛇鳅科下仅有一属三种：

### 蛇鰍屬（Serpenticobitis）
- 泰國蛇鰍（Serpenticobitis cingulata）
- 八帶蛇鰍（Serpenticobitis octozona）
- 老撾蛇鰍（Serpenticobitis zonata）